# Vela cuadra

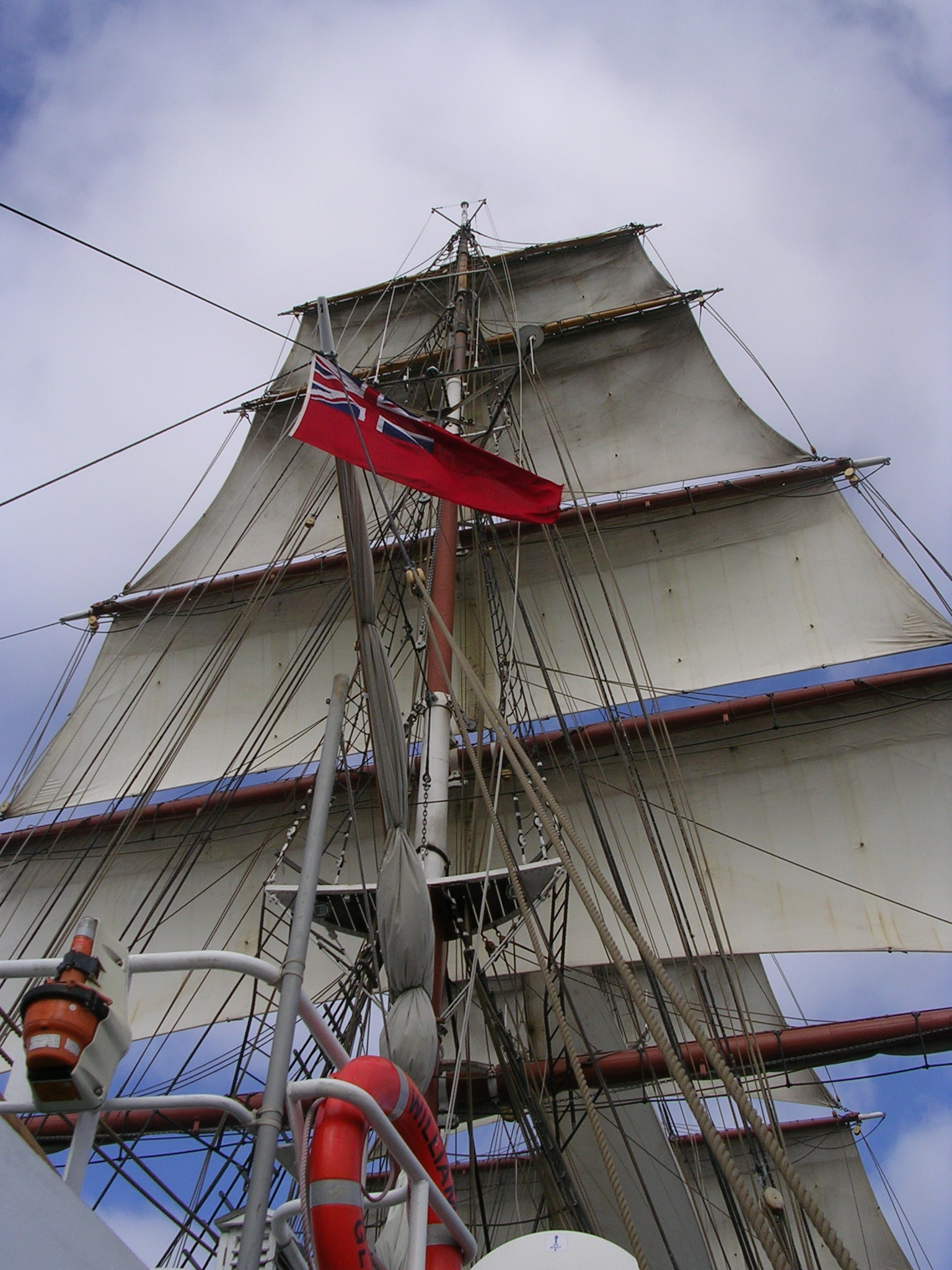
Barco con velas cuadras

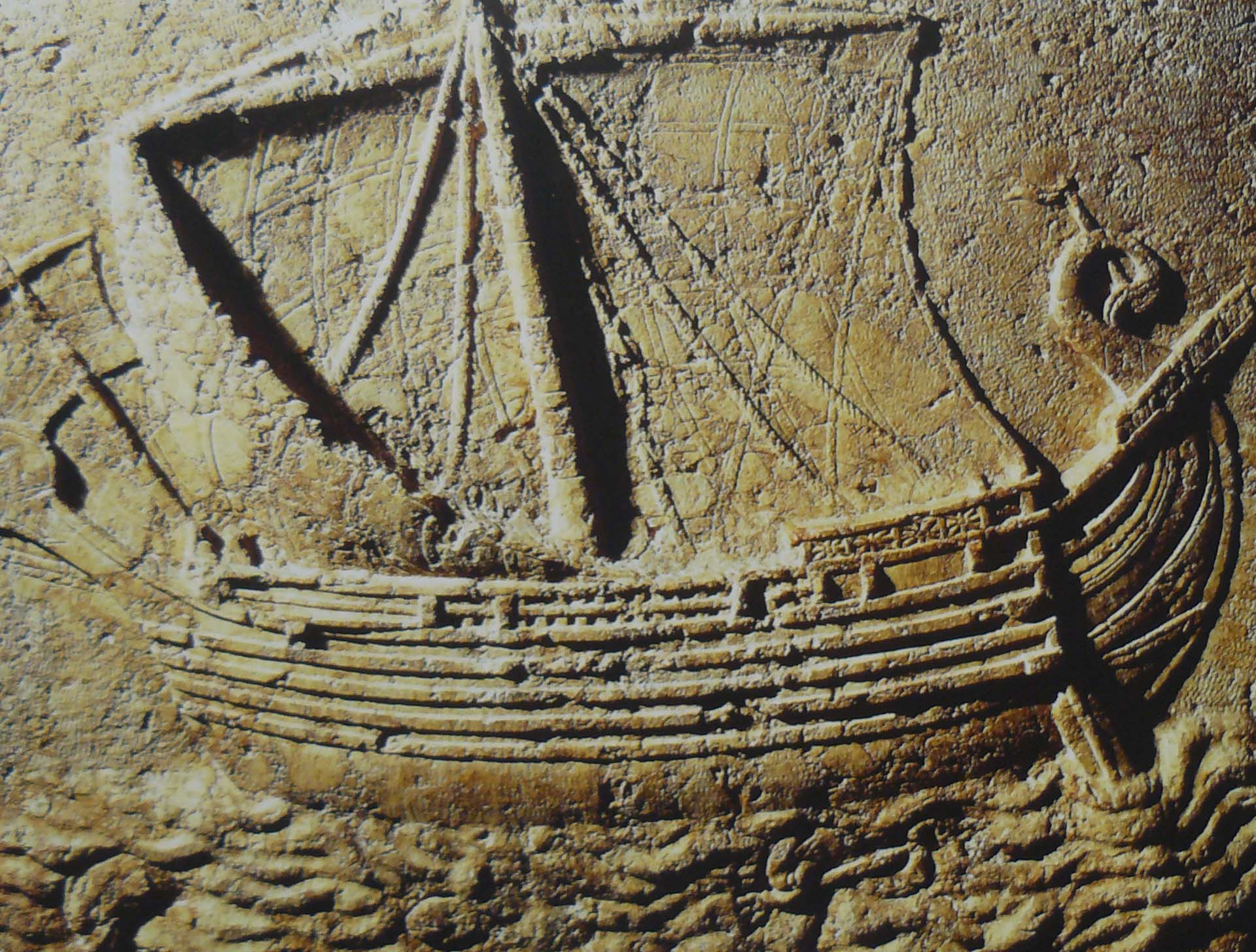
Bajorrelieve de un carguero fenicio.

En náutica, la vela cuadra (vela redonda) es el tipo de vela utilizada antiguamente por los barcos de vela. Reciben el nombre de cuadras o cuadradas porque tienen forma rectangular o trapezoidal y porque trabajan en ángulo recto respecto al rumbo de la nave, ofreciendo al viento siempre la misma cara. (fr. Voile carrée).

## Descripción
Van colgadas de un palo horizontal o verga y sus bordes se tensan mediante escotas atadas al puente o a la cubierta. Antiguamente se fabricaban cosiendo lado a lado varias telas de lona de cáñamo, reforzando su perímetro con cuerdas y poniendo piezas dobles en los puntos de mayor tensión. Se consideran velas cuadras todas las que van unidas a vergas cuya posición normal es perpendicular al plano de simetría, como las mayores, las de gavia, etc.
Una vela cuadra tiene dos gratiles y dos balumas:
- el grátil o borde superior
- las balumas son los bordes laterales (normalmente identificadas a partir del viento: baluma de barlovento, baluma de sotavento)
- el grátil de escota o borde inferior[3]

## Velas utilizadas en embarcaciones de vela cuadra
La gran variedad de velas de cuchillo que se combinan con velas cuadras puede reducirse a dos: la latina y la cangreja. De la primera derivan los foques, místicas, velas de estay, etc.; de las segundas proceden las quechamarinas, velas de abanico, al tercio, etc.

### Gavia
Las gavias eran unas velas utilizadas en los mástiles de los barcos equipados con velas cuadras. Se izaban por encima de la cofa y eran las segundas de su palo contando desde el puente. Los marineros asignados para maniobrar las velas eran los «gavieros».

## Aparejo redondo
El origen del término "cuadra" se asocia a la forma de la vela, mientras que la denominación de "redonda" y "aparejo redondo" haría referencia a la forma de marear con este tipo de velas.

### Aparejos primitivos
Las primeras embarcaciones de vela tenían un mástil y una vela cuadra. Desde las más pequeñas hasta las más grandes. Algunos barcos antiguos llevaban un palo más pequeño a proa, el Artimón (Artim). 

#### Egipcios, romanos, fenicios

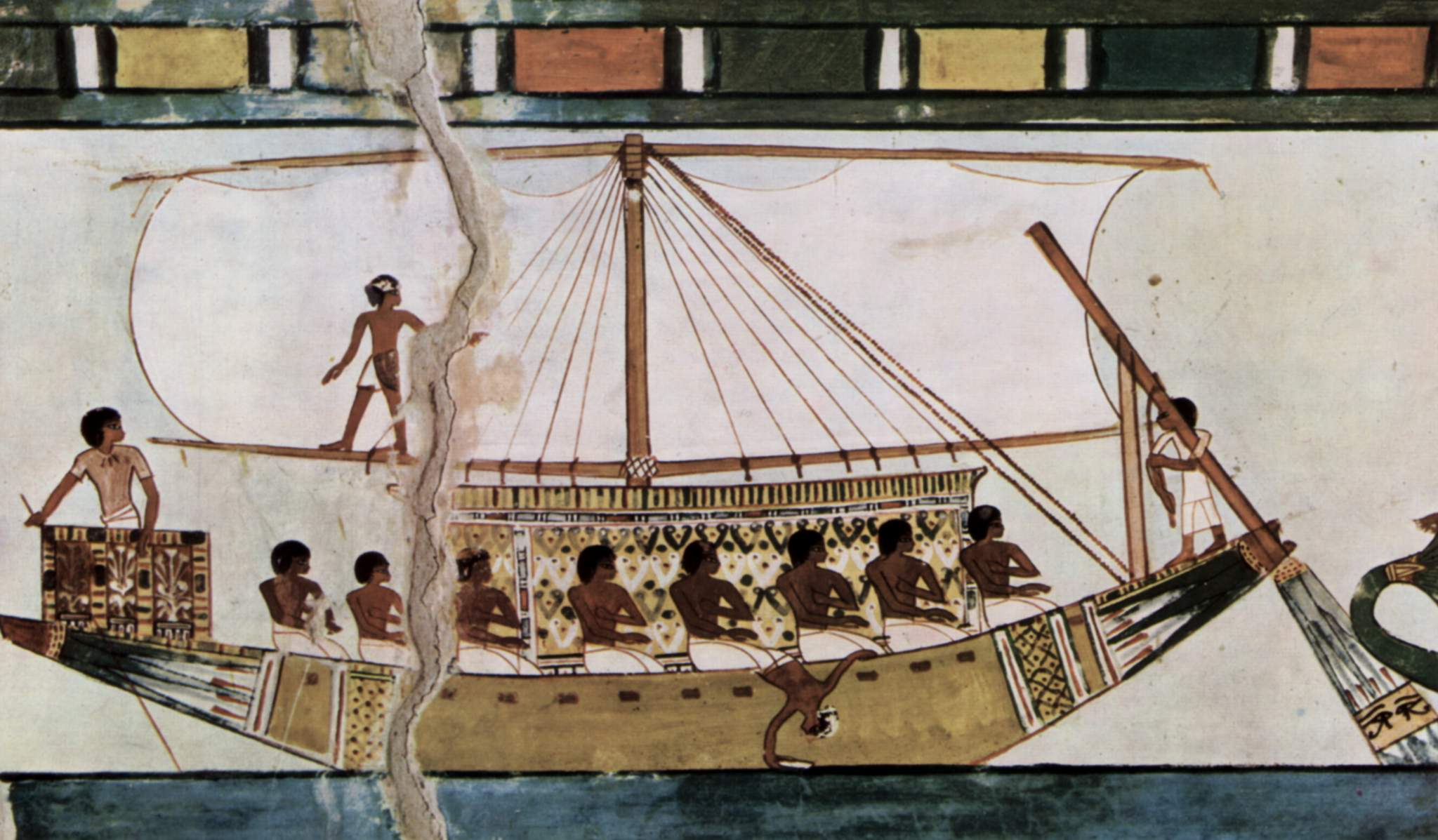
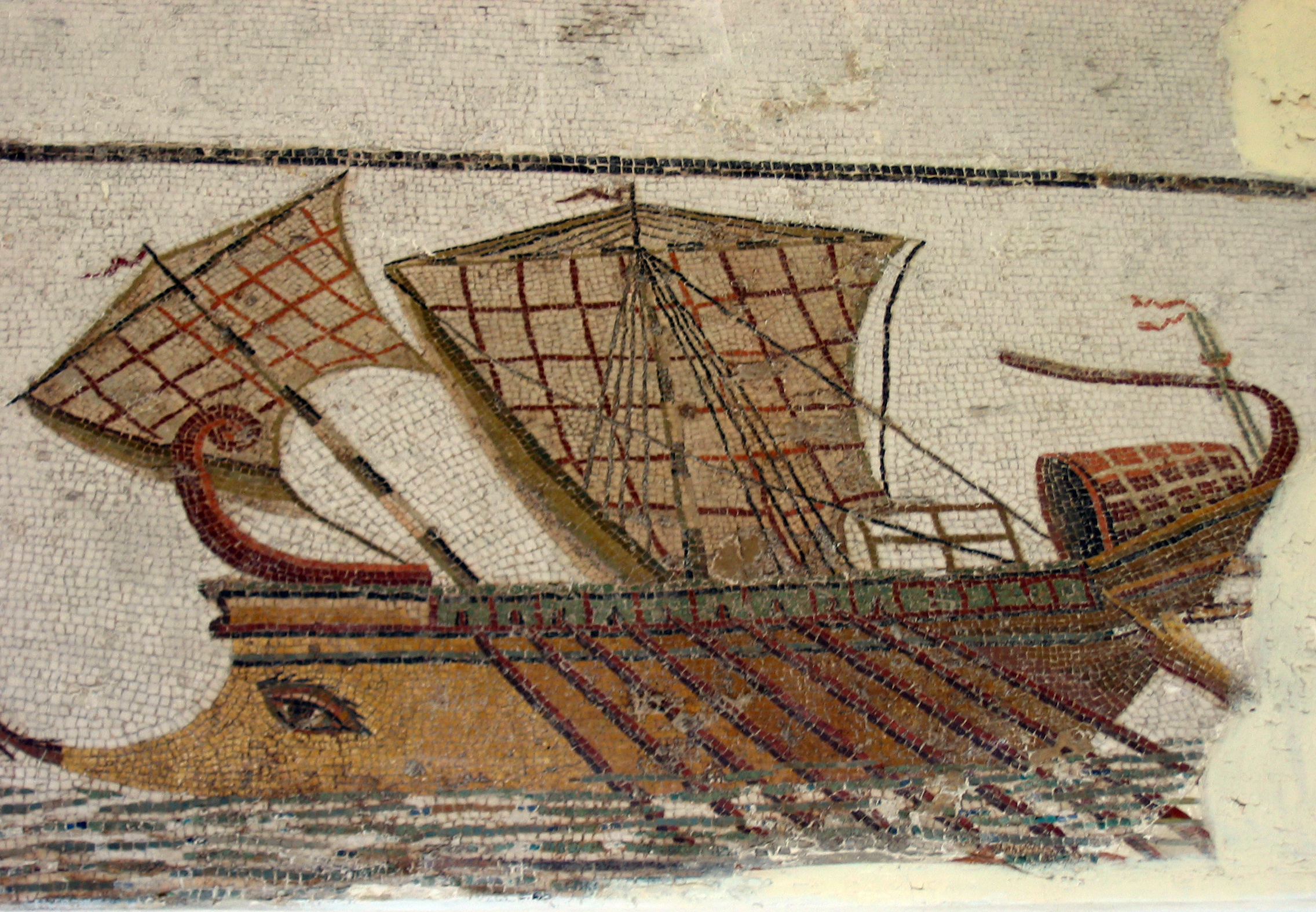
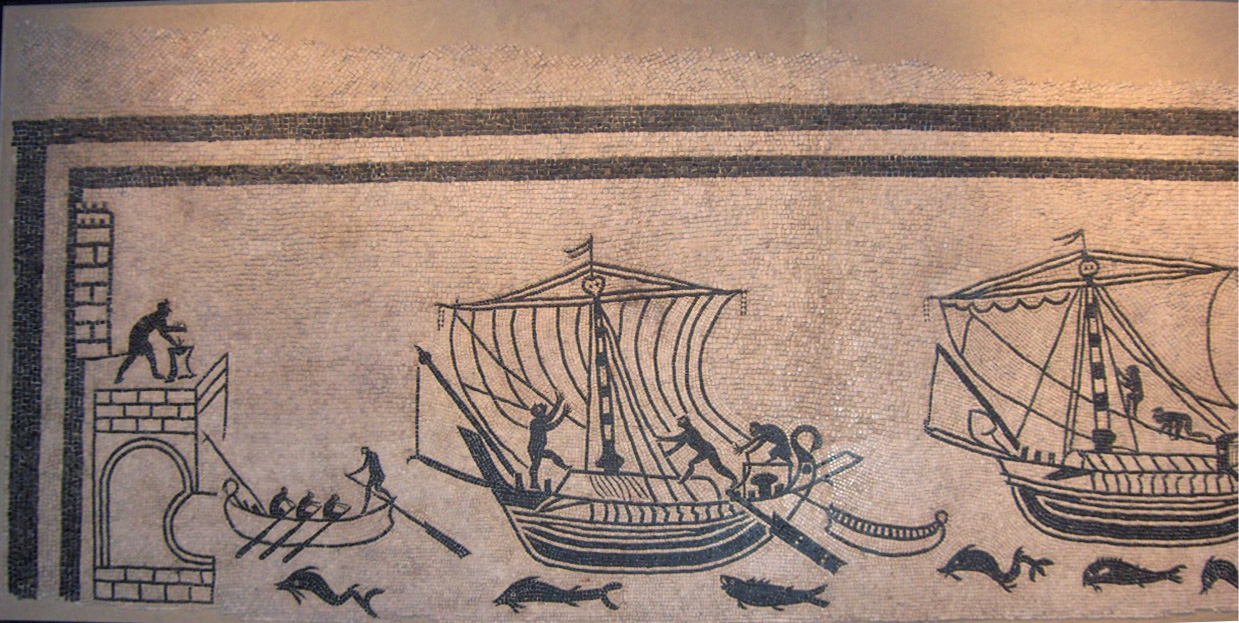
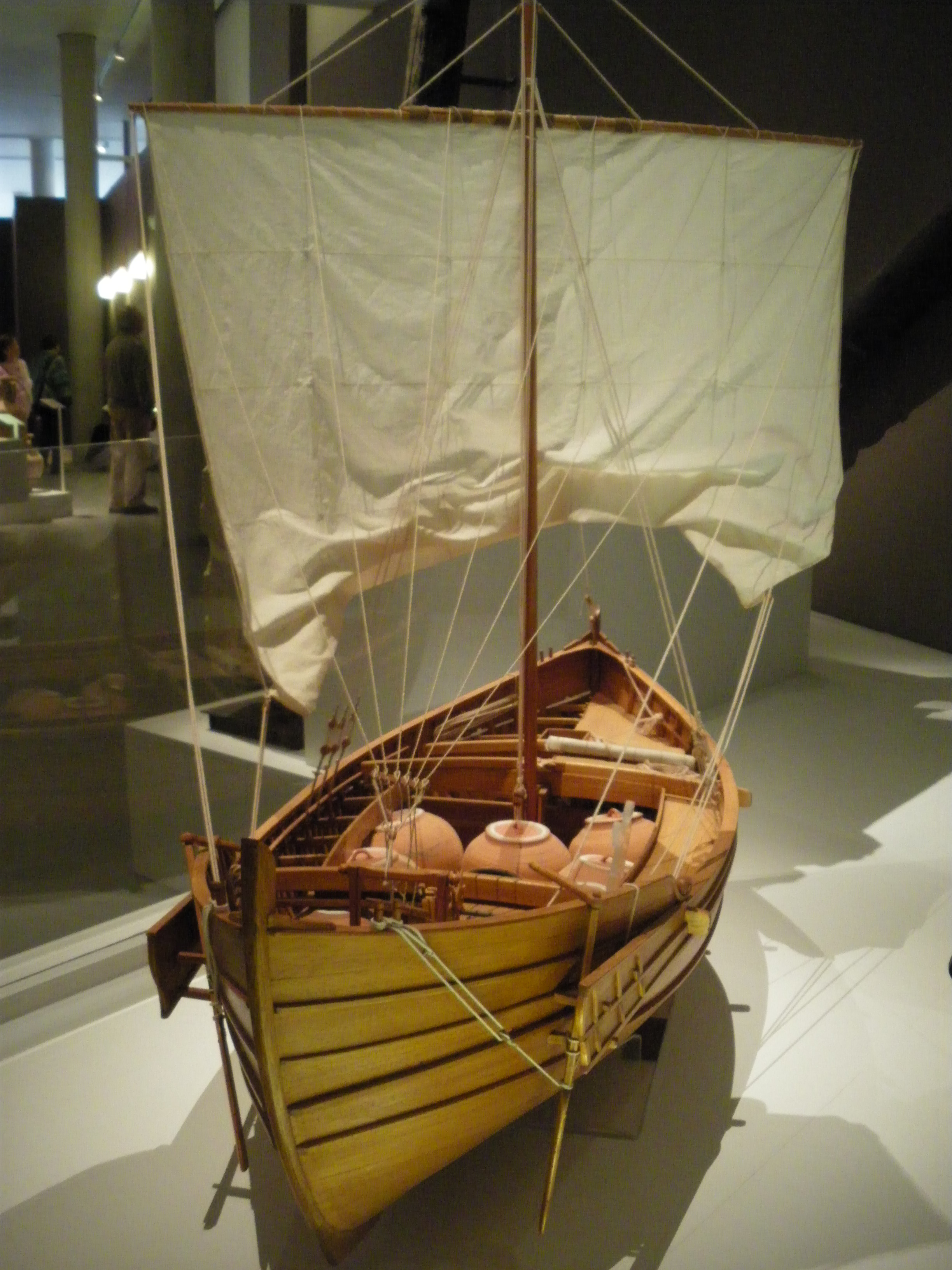

#### Barcos medievales

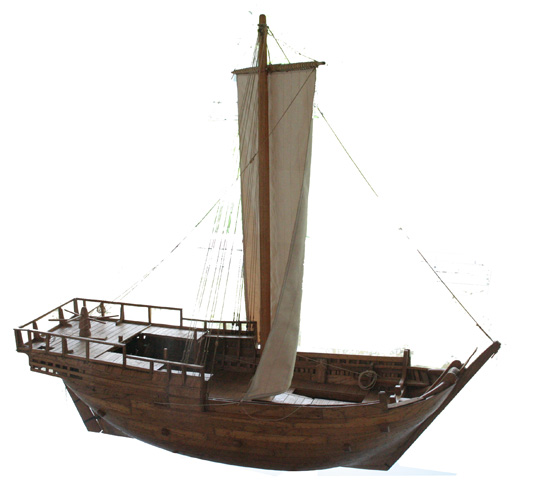
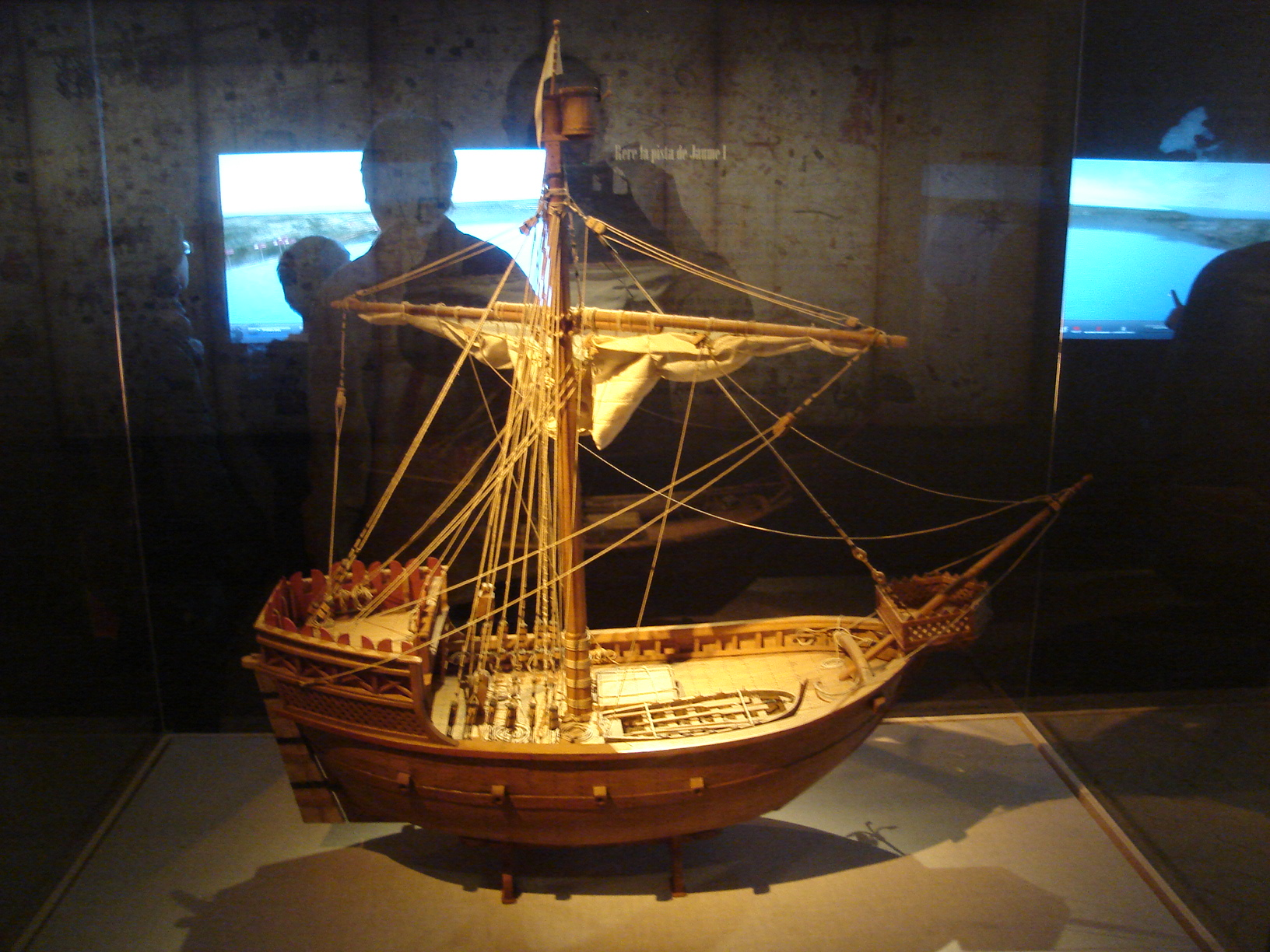
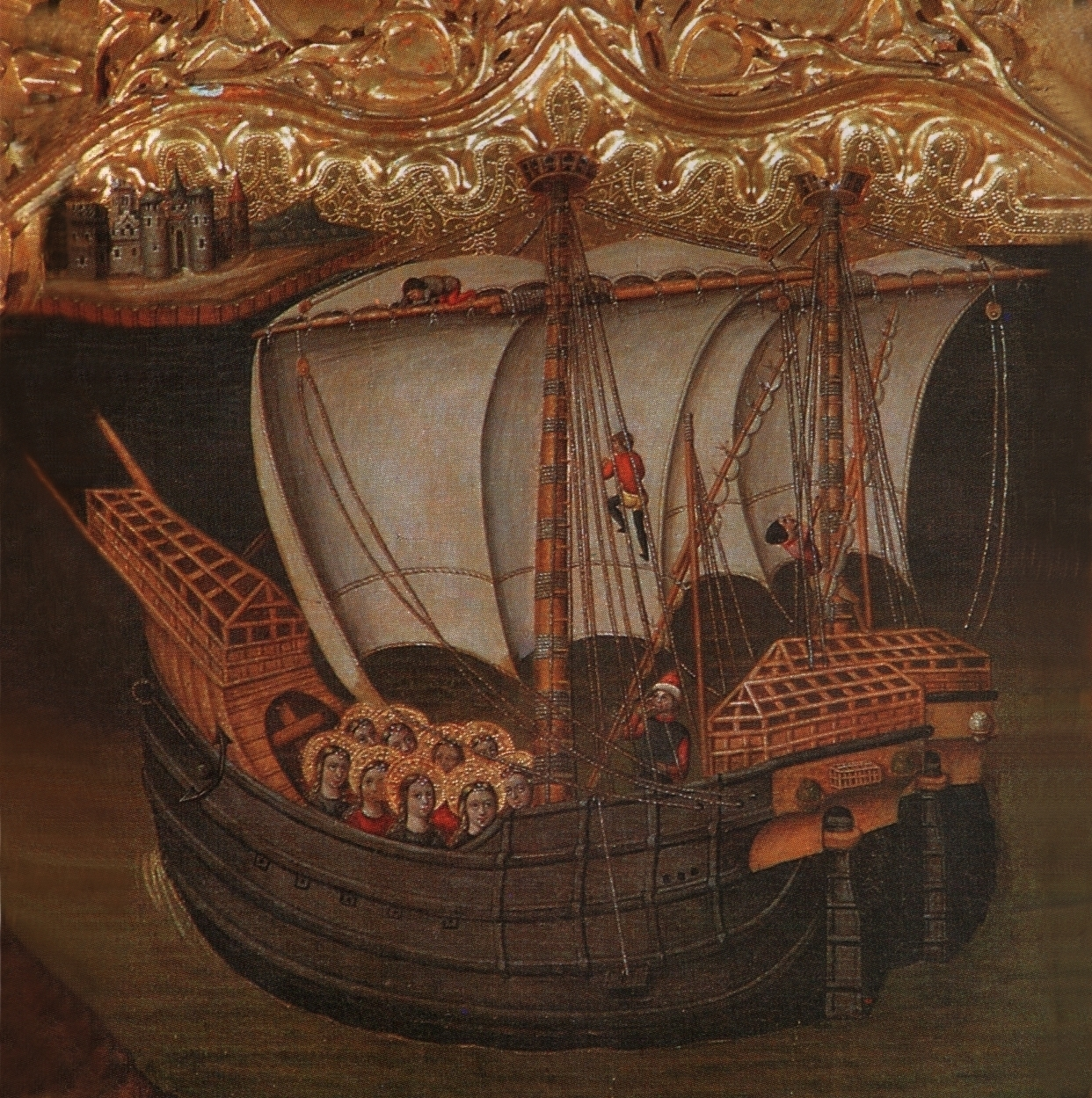

Las embarcaciones medievales, incluso las más grandes, disponían de un único mástil. 
- El documento más antiguo que menciona una coca de dos mástiles en el Mediterráneo es un contrato de construcción catalán del año 1353.[5][6]

- En cuanto a las naves, el documento más antiguo que muestra una de tres palos es un dibujo de 1409 en el "Libro de Ordenanzas del administrador de las plazas" de Barcelona.[7]

### Aparejos evolucionados
Los veleros cuadrados del siglo XIX alcanzaron un cierto grado de perfeccionamiento y complejidad en cuanto a mástiles, velas, jarcia firme y jarcia de maniobra. Esta complejidad de las piezas materiales se refleja en la terminología correspondiente. 
- Algunos aparejos se pueden considerar más frecuentes: bergantines (siempre de dos palos), fragatas de tres palos y bricbarques de tres palos.

#### Ejemplo 1: el Kruzenshtern, un bricbarca de cuatro palos
Cada tipo de aparejo redondo presenta aspectos particulares. Hay, sin embargo, algunos rasgos comunes en la terminología que simplifican un poco la descripción. Desde el bauprés hasta el trinquete están los estados de proa y los copos (esta disposición es casi universal). Cada mástil o palo tiene un nombre preciso: trinquete, mayor y mesana (cuando hay tres mástiles). La vela más baja (y más grande) coge el nombre del mástil (vela de trinquete, vela mayor, vela de mesana). Las velas que se izan por encima son las gavias (que pueden ser simples o dobles). Encima de las gavias están las gonetas (simples o dobles). Encima de las gonetas están las sobregonetas. 
- Entre los mástiles hay modelos que pueden llevar velas de estay.
- Hay aparejos que aún tienen más velas.

Las imágenes de la galería, con algunas velas coloreadas de rosa, pueden ayudar a repasar los términos de las velas. 

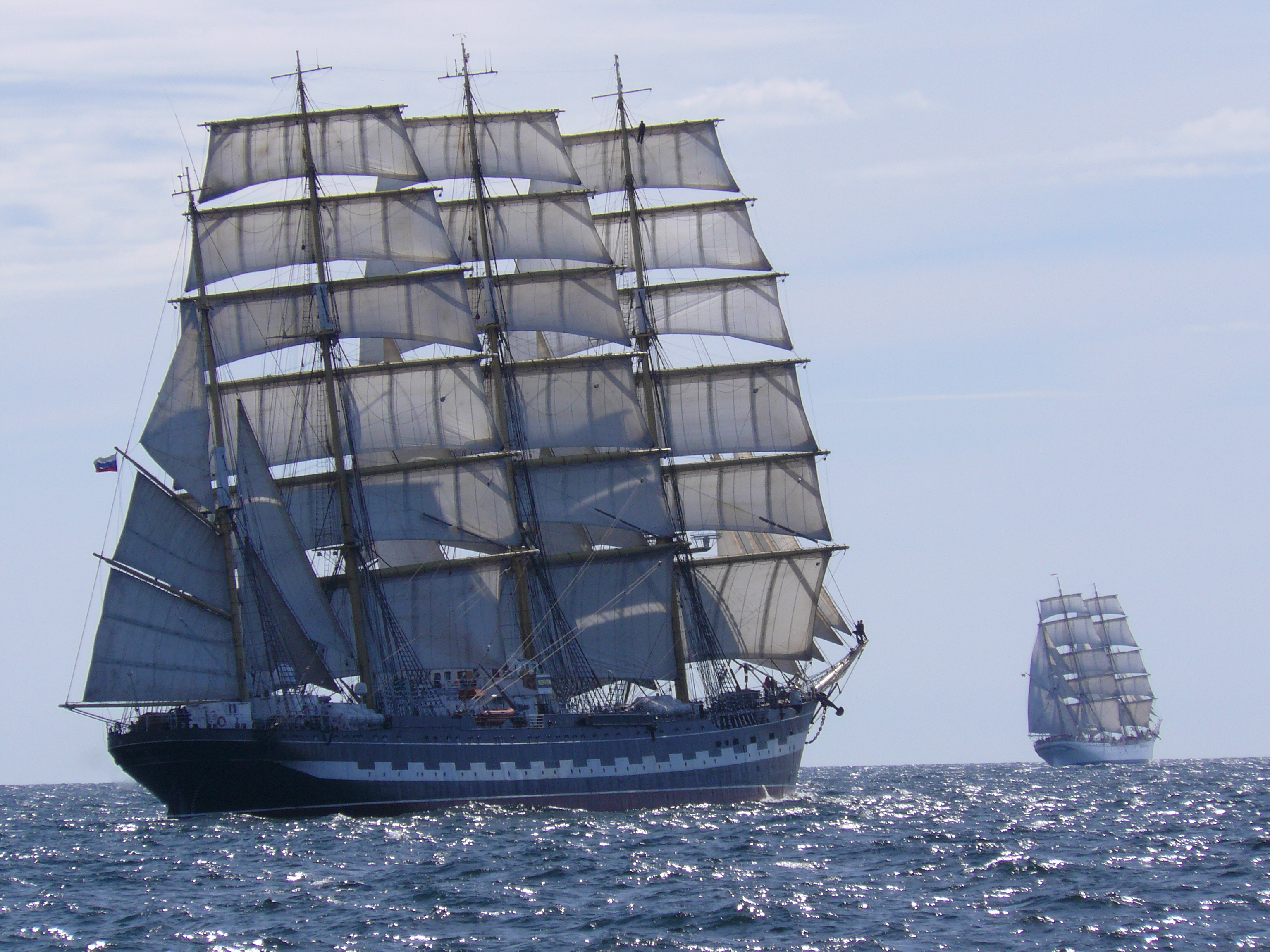
La vista muestra la cangreja con dos perchas, una vela escandalosa y las velas de estay de mesana
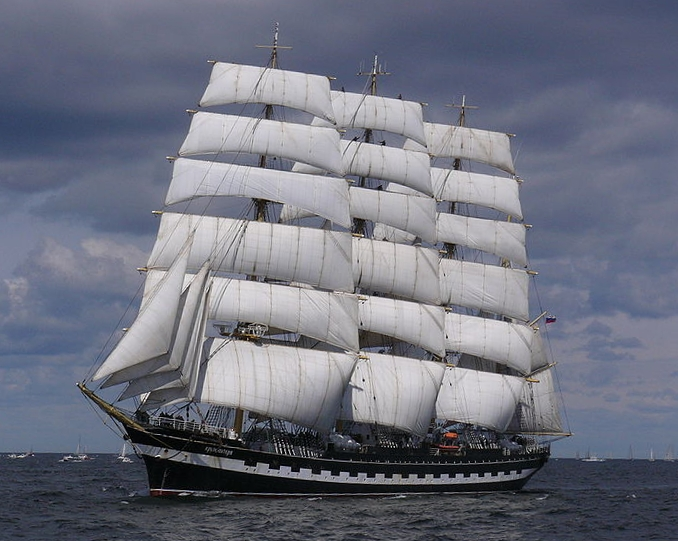
El barco, amurado a estribor, a toda vela
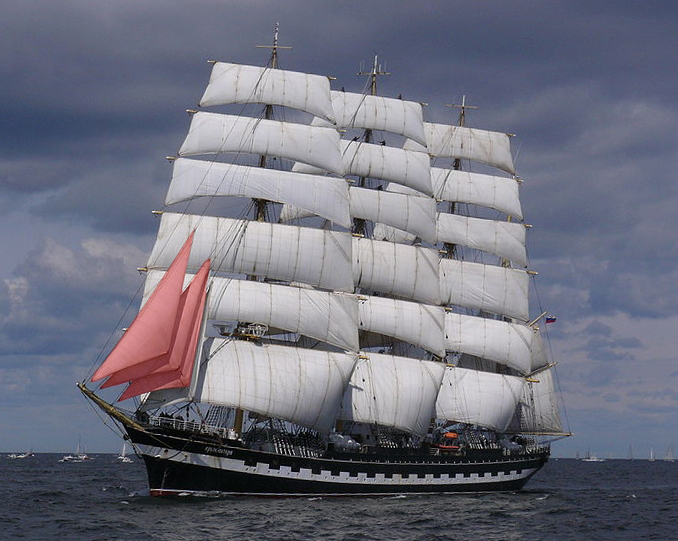
El bauprés y las velas de proa: los foques De proa a popa: petifoque, foque, contrafoque, trinqueta (sin colorear).
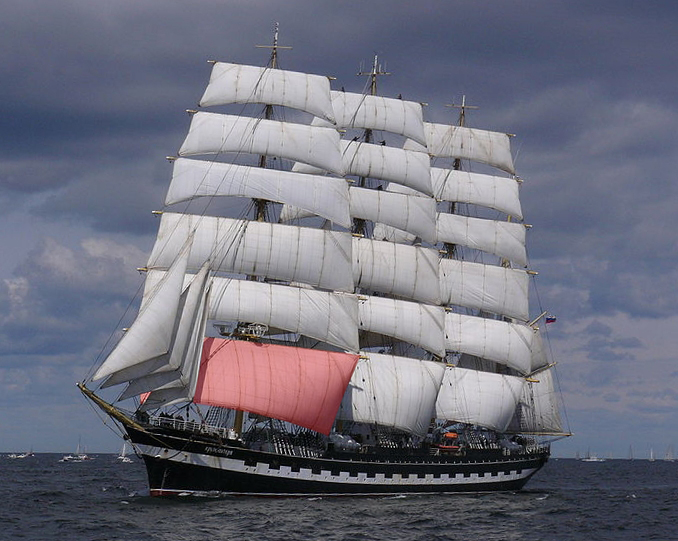
Vela de trinquete
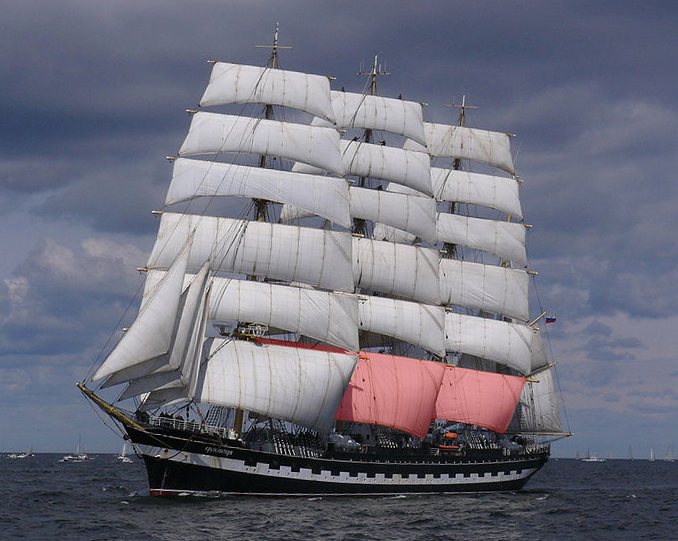
Velas maestros (de proa y de popa)
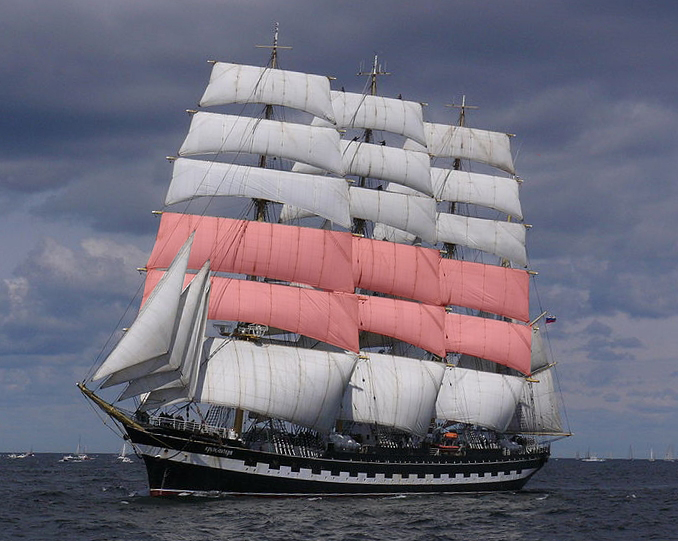
gavias bajas y altas, en los tres postes de proa: gavia baja de trinquete, gavia alta de trinquete ,. . .
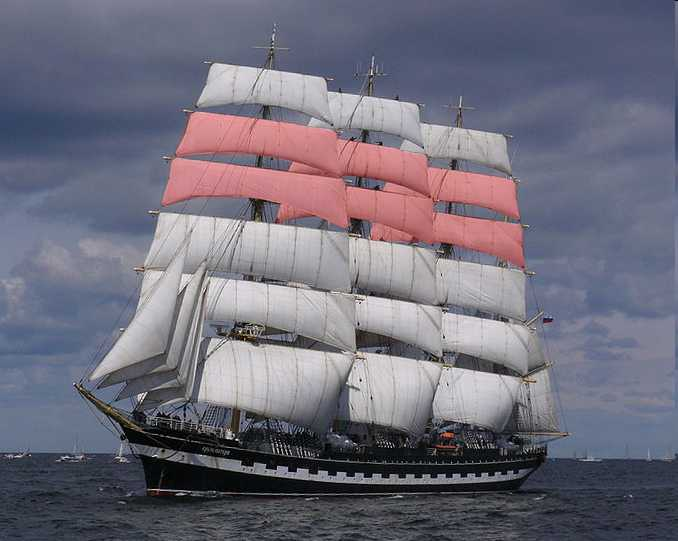
Gonet en todos los postes de proa: Gonet baja de trinquete, Gonet alta de trinquete ,. . .
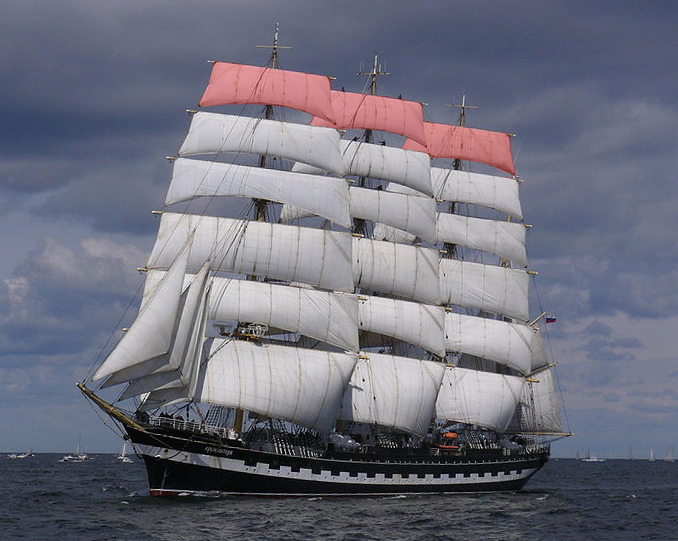
Sobregonetas en todos los mástiles de proa: sobregoneta de trinquete, sobregoneta del maestro de proa, sobregoneta del maestro de popa

Velas de una bricbarca parecido al Kruzenshtern. La cangreja es diferente.

#### Ejemplo 2: fragata de cinco palos

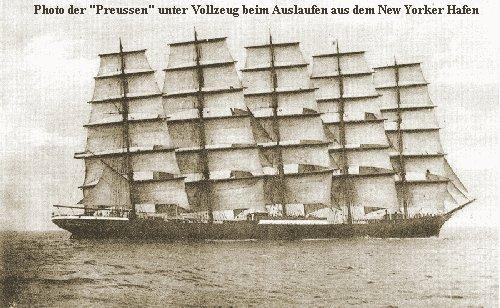
El barco Preußen: con aparejo de fragata de cinco mástiles.

### Aparejos innovadores

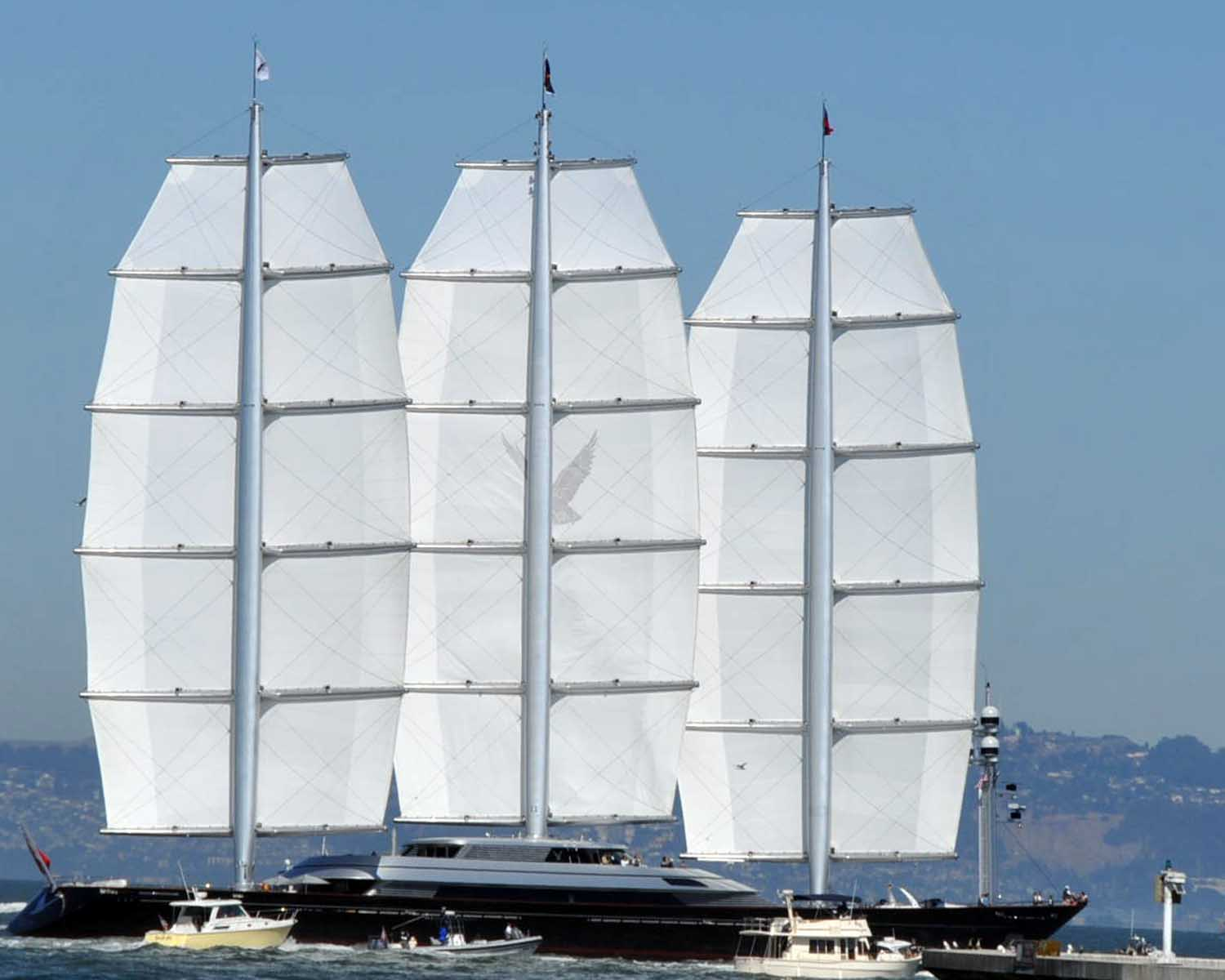
El yate Maltese Falcon a toda vela (2008)

Los barcos tradicionales con aparejo de cruz tenían limitaciones mecánicas que impedían orientar las vergas a menos de 45 grados en relación con la línea de crujía . En la práctica esto suponía no poder ceñirse a menos de 60 grados. Este hecho ya fue demostrado, con pruebas prácticas, por Jorge Juan  y expuesto por escrito en su obra Examen marítimo theórico práctico. 
Un ejemplo moderno de yate con aparejo redondo sin fletxadures, estados, burdas y obenques que impidan la libre orientación de las varas es el Maltese Falcon. Barco que puede ceñirse al igual que con un aparejo Bermuda. Según pruebas, el ángulo óptimo de ceñida es de unos 35 grados.
<br> Hay otros aparejos modernos, más o menos experimentales, que permiten ceñir mucho con velas cuadras.

## Documentos

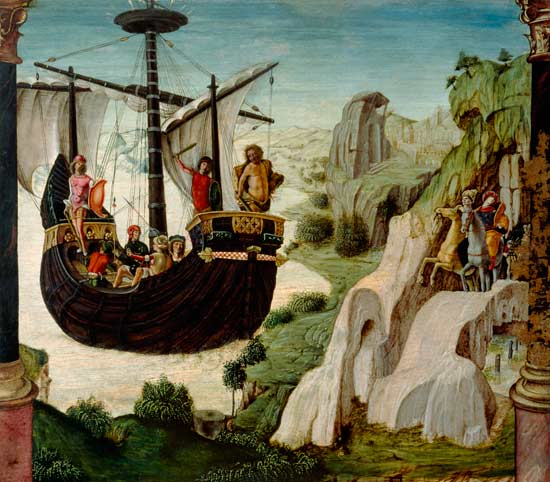
El Argo, de Lorenzo Costa (1500-1530)

- 1464. Benedetto Cotrugli : "vela cuatra".[14]

... La vela quatra ch’usano i nelle nave have la maestra, et quattro bonecte, et deve havere dui maestre, la una de respecto, deve havere anchi la vela de la meçana, la vela delo trinchecto, de castel de prova. Lo qual trinchecto serve allo girare della nave et allo oscire dello portu, et anchi quando lo nauchiero vole che la nave faccia pocho cammino, et anchi adiuta andare la nave a l’orça. Et anchi si fa lo trinchecto alla gagia per rispecto chella nave se adiuta ad fare più cammino. Et anchi in nelle navi grosse fanno la meçana in su lo castello de poppe, et queste sonno le vele della nave ...
Benedetto Cotrugli . De Navigatione.

- 1493? Cinco maderas turcas en Santañí. Dos de remo y dos con aparejo redondo[15]

...devant cala Santanyí han surgides sinch fustes, so és tres de rems e dues cayres, les quales són los turchs...
Bolletí de la Societat Arqueològica Luliana. 1904 .

- 1604. En un viaje por mar a Tierra Santa se mencionan los barcos latinos y redondos.[16]

…aqueix mateix dia, a la matinada, que estàvem en lo golph de Venècia, descobrirem tres vexells: dos cayres y altre llatí...
Miquel Mates. Devota peregrinacio de la Terra Sancta y civtat de Hiervsalem.

- 2002. Ricard Jaime Pérez. La maniobra en los veleros de cruz. Obra especialmente detallada y completa.[17]